# Sara Forbes Bonetta

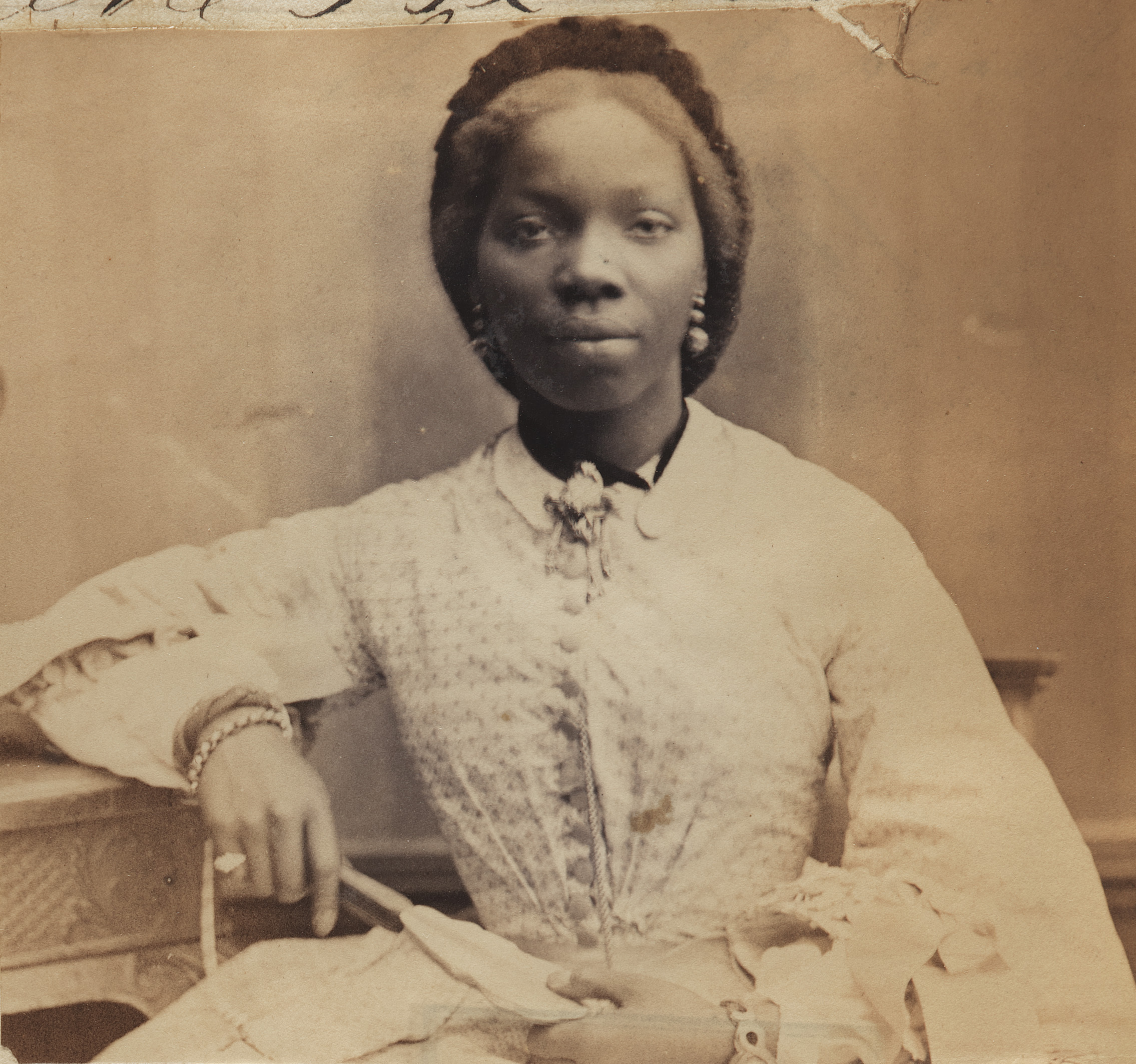
Sarah Forbes Bonetta (Oke Odan, 1843 - Funchal (Madeira), 15 augustus 1880), gefotografeerd door Camille Silvy in 1862

Sarah (Sara) Forbes Bonetta (1843-15 augustus 1880), geboortenaam Aina of Ina, was een protegé van koningin Victoria van Engeland. Ọmọba ('kind van een monarch') Aina verloor op jeugdige leeftijd haar ouders in een oorlog met het nabijgelegen koninkrijk Dahomey (het huidige Benin) en werd tot slaaf gemaakt door koning Gezo (Ghezo) van Dahomey. Na een opeenvolging van gebeurtenissen werd ze uit haar slavernij "bevrijd" en als diplomatiek geschenk gegeven aan kapitein Frederick E. Forbes van de Britse Royal Navy. Sarah Forbes Bonetta trouwde op 14 augustus 1862 met de uit Sierra Leone afkomstige, rijke zakenman en filantroop James Pinson Labulo Davies.

## Jeugdjaren

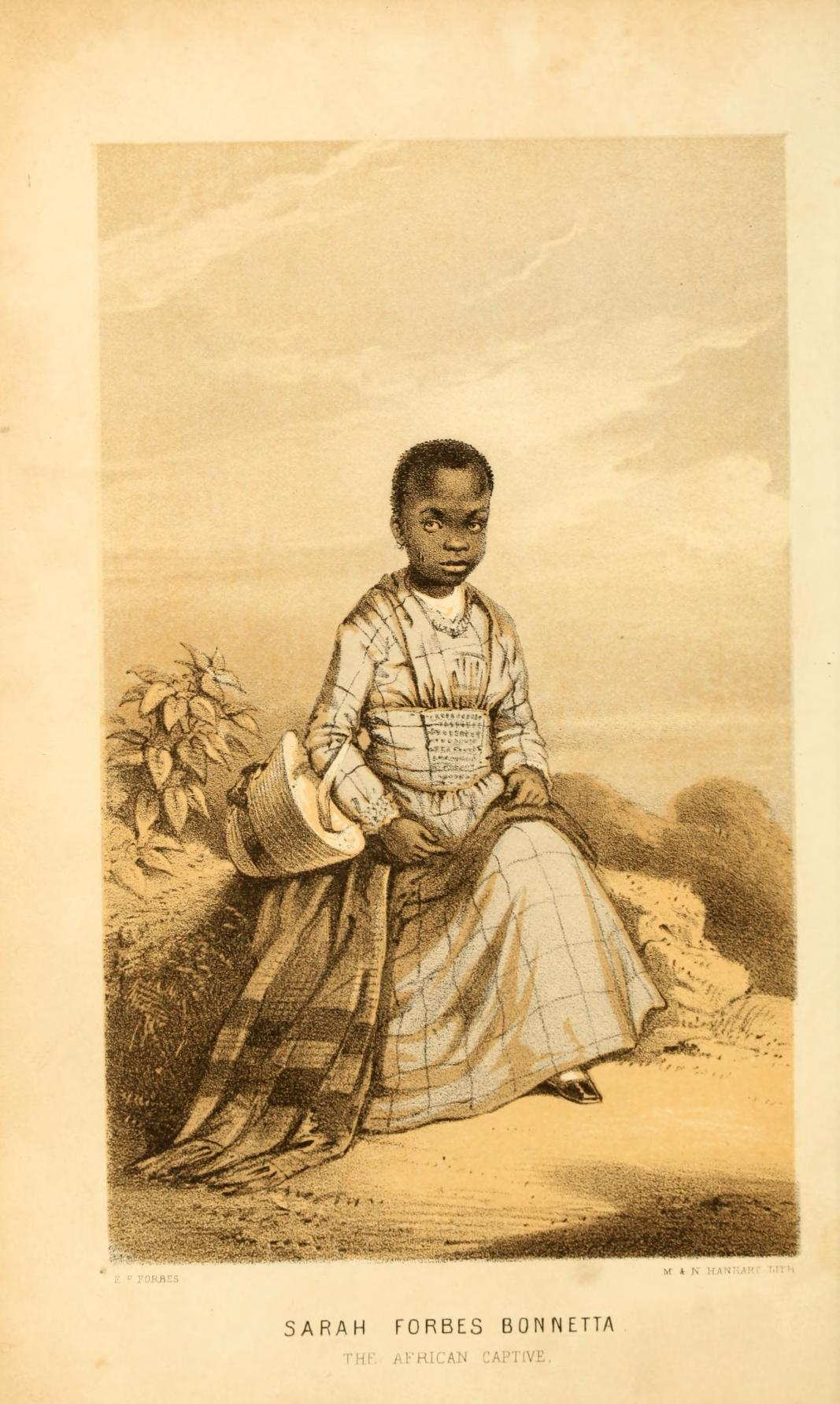
Sarah Forbes Bonetta, litho naar een tekening van Frederick E. Forbes uit zijn boek Dahomey and the Dahomans; being the journals of two missions to the king of Dahomey, and residence at his capital, in the year 1849 and 1850. London, Longman, Brown, Green,and Longmans, 1851

Sarah, geboren als Aina of Ina, werd in 1843 geboren in Oke Odan, een West-Afrikaans dorp van de Egbado Yoruba dat na de ineenstorting van het Oyo-rijk (het huidige Zuidwest-Nigeria) onafhankelijk werd. Het koninkrijk Dahomey stond onder bewind van het koninkrijk Oyo en was sinds heugenis de vijand van het Yoruba-volk. De oorlog tussen Oyo en Dahomey begon in 1823 toen de nieuwe koning van Dahomey weigerde aan zijn jaarlijkse tribuutverplichtingen te voldoen. Tijdens deze oorlog verzwakte en destabiliseerde het koninkrijk Oyo door islamitische jihads van het groeiende kalifaat Sokoto. Rond 1830 viel het koninkrijk Oyo en viel ook het gebied van de Yoruba in kleine staatjes uiteen. Het leger van de Dahomey trok op naar het voormalige gebied van de Egbado die zich niet konden verdedigen en in de strijd tot slaaf werden gemaakt.
In 1848 werd Oke Odan, het geboortedorp van Aina, binnengevallen en bezet door het leger van Dahomey. Aina's ouders kwamen hierbij om het leven en ook andere inwoners werden gedood of verkocht in de trans-Atlantische slavenhandel. Aina belandde als tot slaaf gemaakt meisje aan het hof van koning Gezo van Dahomey. Het koninkrijk Dahomey was een belangrijke machtsfactor in West-Afrika en profiteerde op grote schaal van de trans-Atlantische slavenhandel. Koning Gezo was dan ook bereid om alles te doen wat de Britse regering vroeg, behalve de slavenhandel opgeven. De biograaf en historicus, Martin Meredith, auteur van De schatten van Afrika, vijfduizend jaar rijkdom, hebzucht en ambitie, citeert in zijn boek koning Gezo: "De slavenhandel is de grondslag voor mijn volk. Het is de bron van hun trots en rijkdom. Hun liederen vertolken hun overwinningen, moeders wiegen hun kinderen in slaap met verhalen over tot slaaf gemaakte krijgsgevangen."
In juli 1850 arriveerde kapitein van de Royal Navy, Frederick E. Forbes, op een diplomatieke missie in West-Afrika. Zijn onderhandelingen met koning Gezo om een einde te maken aan Dahomey's deelname aan de trans-Atlantische slavenhandel mislukten. Kapitein Frederick Forbes en koning Gezo wisselden de gebruikelijke geschenken uit. Koning Gezo schonk Forbes een voetenbank, een rijk bewerkt kledingstuk, een vaatje rum, tien kauri's en een troon van een caboceer (een West-Afrikaanse hoofdman). Ook bood koning Gezo hem het meisje Aina aan als geschenk voor koningin Victoria. Forbes vermoedde dat Aina twee jaar gevangen was gehouden door koning Gezo. Hoewel haar daadwerkelijke afkomst onbekend is, concludeerde Forbes dat Aina van hoge afkomst moest zijn, omdat ze niet aan Europese slavenhandelaren was verkocht. In zijn journaal schrijft hij over Aina: "Een van de gevangenen van deze afschuwelijke slavendrijfjachten was dit interessante meisje. Het is hier [in Dahomey] gebruikelijk om in naam van de koning personen uit de hogere kringen te offeren op de graven van de voorvaderen van de monarchie ..."
Dahomey was berucht vanwege de massale mensenofferrituelen als onderdeel van de jaarlijkse feesten van Dahomey (xwetanu or huetanu in het Fon). Forbes was zich bewust van het gevaar dat ook Aina zou worden gedood en schreef in zijn journaal dat hij niet wilde dat Aina "haar doodvonnis zou hebben getekend dat waarschijnlijk zou hebben geleid tot haar executie." Kapitein Forbes accepteerde Aina als geschenk voor koningin Victoria en nam haar mee op zijn terugreis naar Groot-Brittannië.
Kapitein Forbes noemde haar Sarah Forbes Bonetta, naar zichzelf en zijn schip de HMS Bonetta. Forbes was aanvankelijk van plan om Sarah zelf op te voeden. Koningin Victoria was echter onder de indruk van de uitzonderlijke intelligentie van de jonge prinses en gaf het meisje, dat ze Sally noemde, als haar protegé een Britse middenklasse-opvoeding. In 1851 kreeg Sarah last van een chronische hoest die werd toegeschreven aan het Engelse klimaat. Haar verzorgers stuurden haar in mei van dat jaar naar een missieschool in Afrika. Ze was toen acht jaar oud. Ze bezocht de Annie Walsh Melorial School (AWMS) in Freetown, Sierra Leone. De school was in januari 1849 gesticht door de Church Missionary Society (CMS) als instituut voor jonge vrouwen en meisjes die familie waren van jongens op de Sierra Leone Grammar School (eerst CMS Grammar School) die in 1845 was opgericht. In het schoolregister staat haar naam vermeld als 'Sally Bonetta, leerling nummer 24, juni 1851, die in 1862 huwde met kapitein Davies in Engeland en protegé was van koningin Victoria van Engeland'. Sarah keerde in 1855 terug naar Engeland. Ze was toen twaalf jaar. Hier werd ze toevertrouwd aan de zorgen van dr.h.c. James Frederick Schön en zijn vrouw Catherine White. Dit was een voormalig missionarisechtpaar dat op Palm Cottage, Canterbury Street in Gillingham woonde. Het huis bestaat nog steeds. In januari 1862 woonde Sarah het huwelijk bij van prinses Alice, dochter van koningin Victoria.

## Huwelijk en kinderen

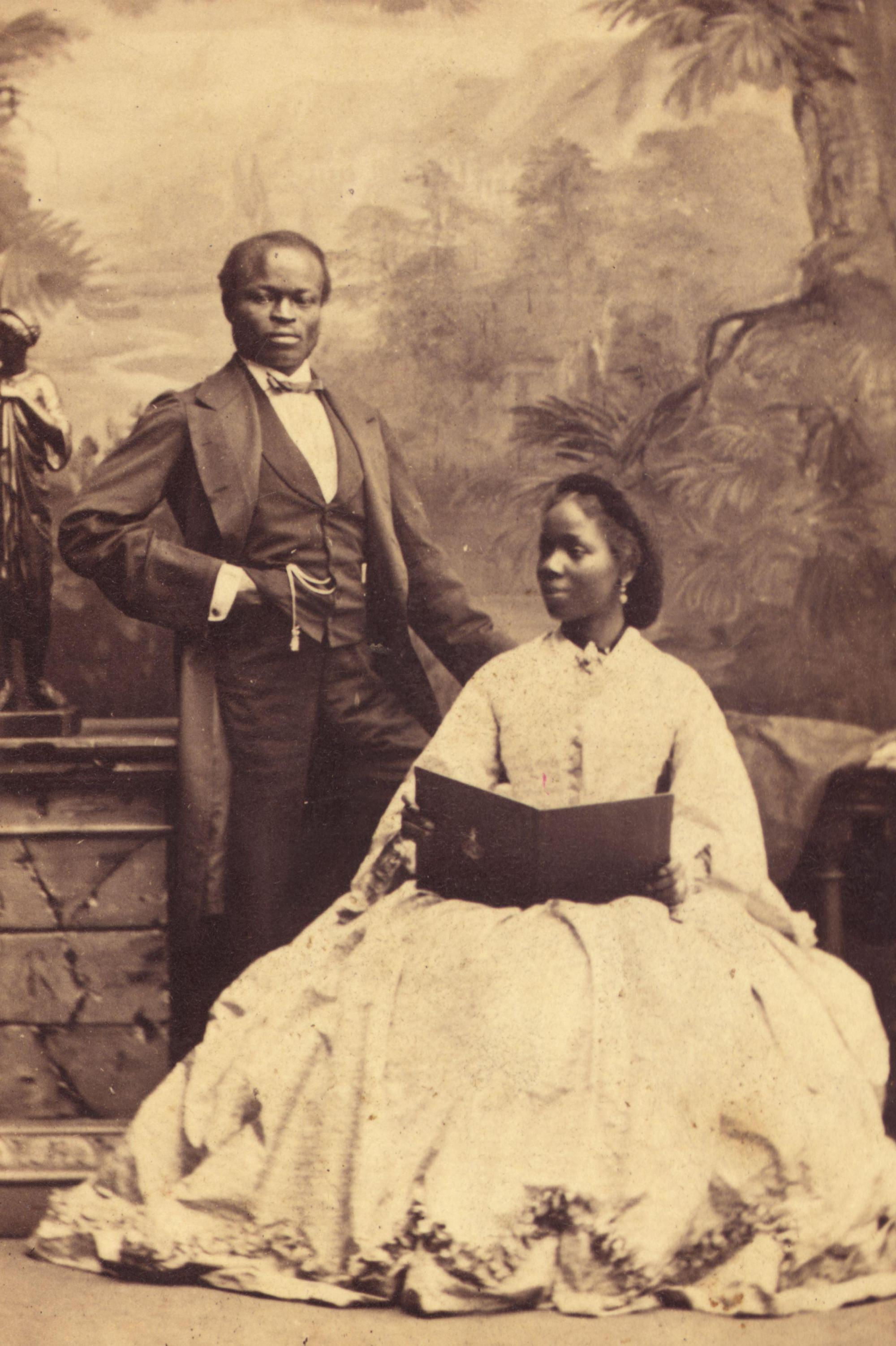
Portret van James Pinson Labulo Davies en Sarah Forbes Bonetta, gefotografeerd in Londen in 1862 door Camille Silvy

Koningin Victoria drong erop aan dat ze zou trouwen met kapitein James Pinson Labulo Davies. Nadat ze een periode in Gillingham was gebleven om voorbereidingen te treffen, werd in augustus 1862 het huwelijk voltrokken in de St Nicholas Church in Brighton, East Sussex. Daarna woonde ze op Clifton Hill 17 in het district Montpelier, Brighton.
Kapitein Davies, wiens ouders bevrijde Yorubaanse slaven waren, was een rijke zakenman. Na de huwelijksvoltrekking keerde het paar terug naar Afrika, waar ze drie kinderen kregen: Victoria (1863), Arthur (1871) en Stella (1873). Sarah Forbes Bonetta bleef nauwe contacten onderhouden met koningin Victoria. Sarah en bisschop Samuel Ajayi Crowther waren de enige inheemse bewoners van Lagos die na een opstand aldaar op last van de Britse Royal Navy werden geëvacueerd. Victoria Matilda Davies, Sarah's oudste dochter, was vernoemd naar koningin Victoria van Engeland, en was haar petekind. Ze sloot een gelukkig huwelijk met de uit Lagos afkomstige dr. John Randle en werd stiefmoeder van zijn zoon, de Nigeriaanse zakenman en socialite J. K. Randle. Sarah Bonetta's tweede dochter, Stella Davies, trouwde met Herbert Macalay, kleinzoon van Samuel Ajayi Crowther. Ze kregen samen een dochter, Sarah Abigail Idowu Macaulay Adadevoh: Sarah, vernoemd naar haar grootmoeder van moeders kant, en Abigail, naar haar grootmoeder van vaders kant. Een afstammeling van Sarah in rechte lijn is de heldin dr. Ameyo Adadevoh. Dankzij haar werd in Nigeria een uitbraak van ebola voorkomen. Veel van de afstammelingen van Sarah Forbes Bonetta wonen in Groot-Brittannië of Sierra Leone. Een verwante tak is de familie Randle uit Lagos, nog steeds belangrijke personen in het huidige Nigeria.

## Dood en nalatenschap
Sarah Forbes Bonetta stierf op 15 augustus 1880 aan tuberculose in Funchal, de hoofdstad van Madeira, een Portugees eiland in de Atlantische Oceaan. Ter herinnering richtte haar echtgenoot een granieten gedenkteken op in Ijon in West-Lagos, waar hij een cacao-boerderij was begonnen. De inscriptie op de obelisk luidt:
IN MEMORY OF PRINCESS SARAH FORBES BONETTA
WIFE OF THE HON J.P.L. DAVIES
WHO DEPARTED THIS LIFE AT MADEIRA AUGUST 15TH 1880

AGED 37 YEARS
Haar graf is nummer 206 op de Britse begraafplaats van Funchal nabij de Anglican Holy Trinity Church, Rua Quebra Costas Funchal, Madeira.
In 2016 werd op Palm Cottage een plaquette aangebracht als onderdeel van de televisieserie Black and British: A Forgotten History.
De kunstenares Hannah Uzor schilderde in opdracht een nieuw portret van Sarah Forbes Bonetta. Het werd in oktober 2020 tentoongesteld in het Osborne House op het eiland Wight, als onderdeel van een initiatief van English Heritage om de geschiedenis zwarte Britten in Groot-Brittannië te erkennen.
Sarah Forbes Bonetta werd in de Britse ITV televisieserie Victoria uit 2017 vertolkt door Zaris-Angel Hator.
Leven en geschiedenis van Sarah Forbes Bonetta zijn onderwerp van de roman Breaking the Maafa Chain van Anni Domingo, uitgegeven door Jacaranda Books in 2021.

## Galerij

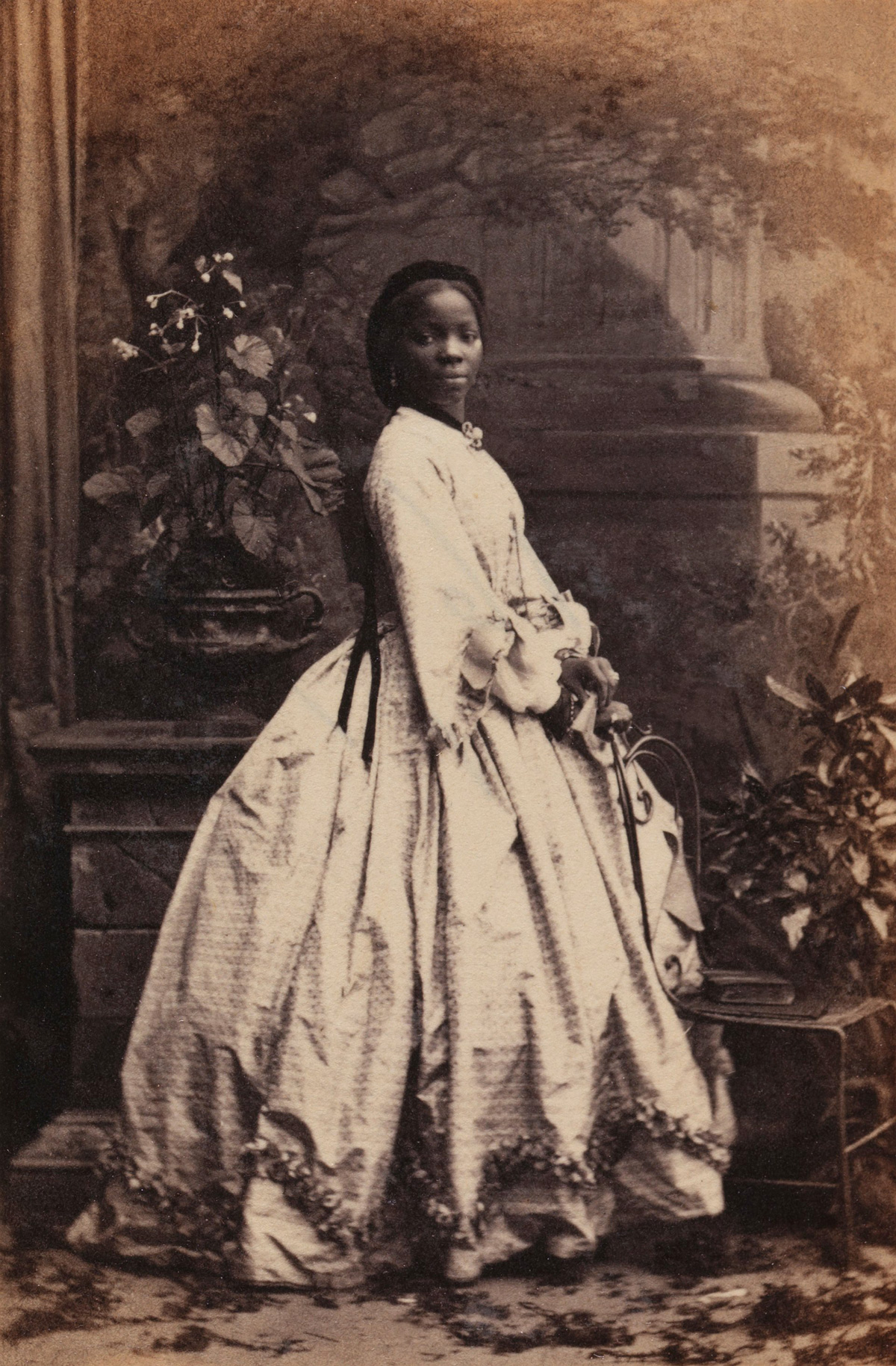
Sara Forbes Bonetta, portret van Camille Silvy, 1862
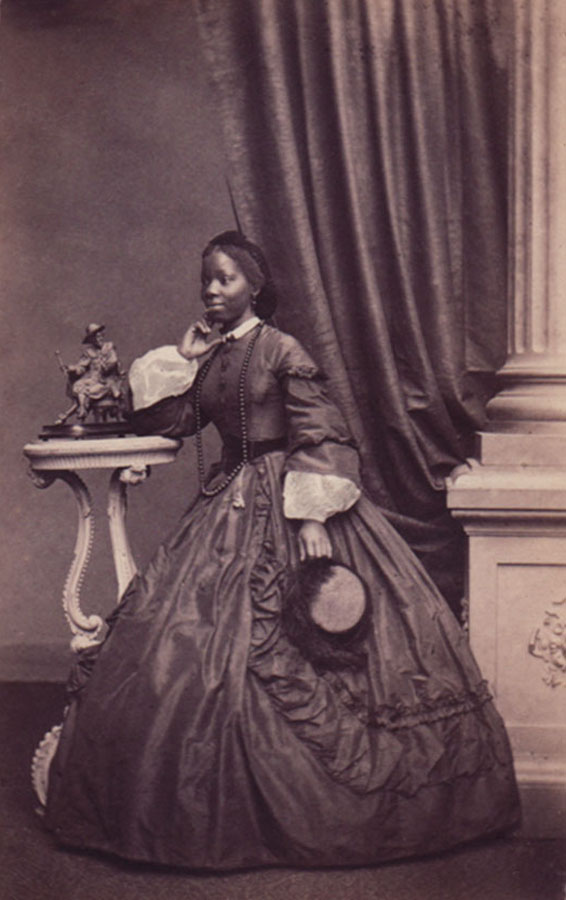
Sally Bonetta Forbes
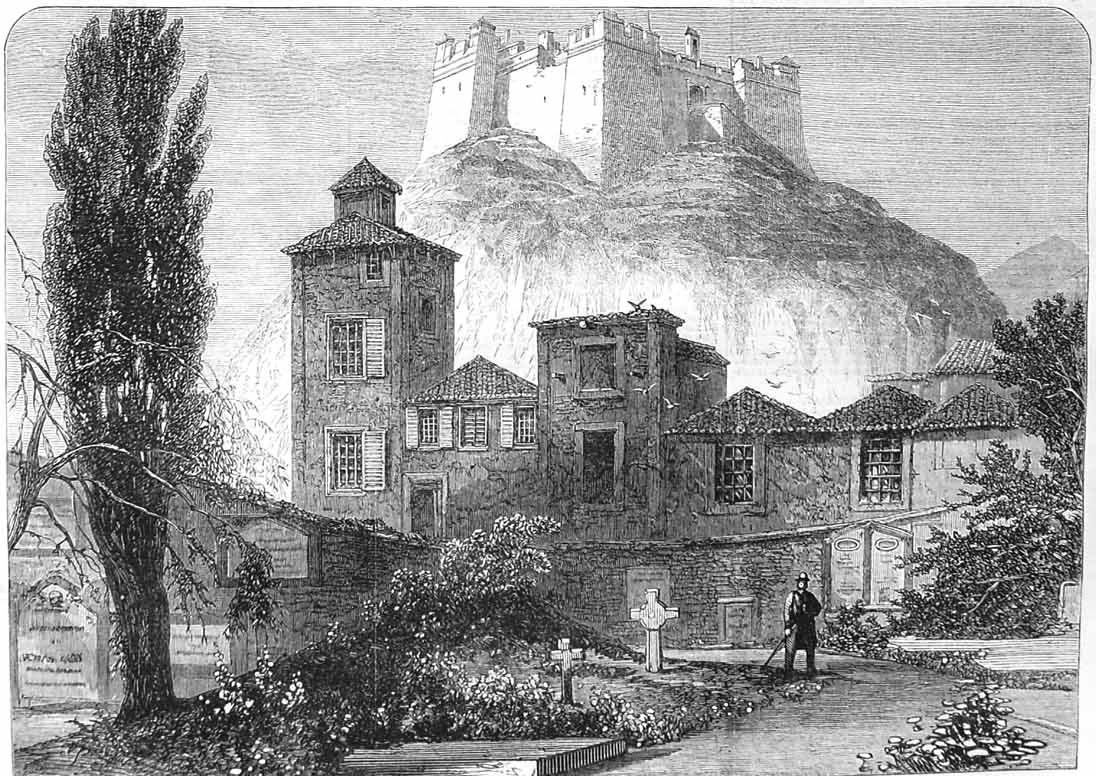
De Engelse begraafplaats in Funchal, Madeira
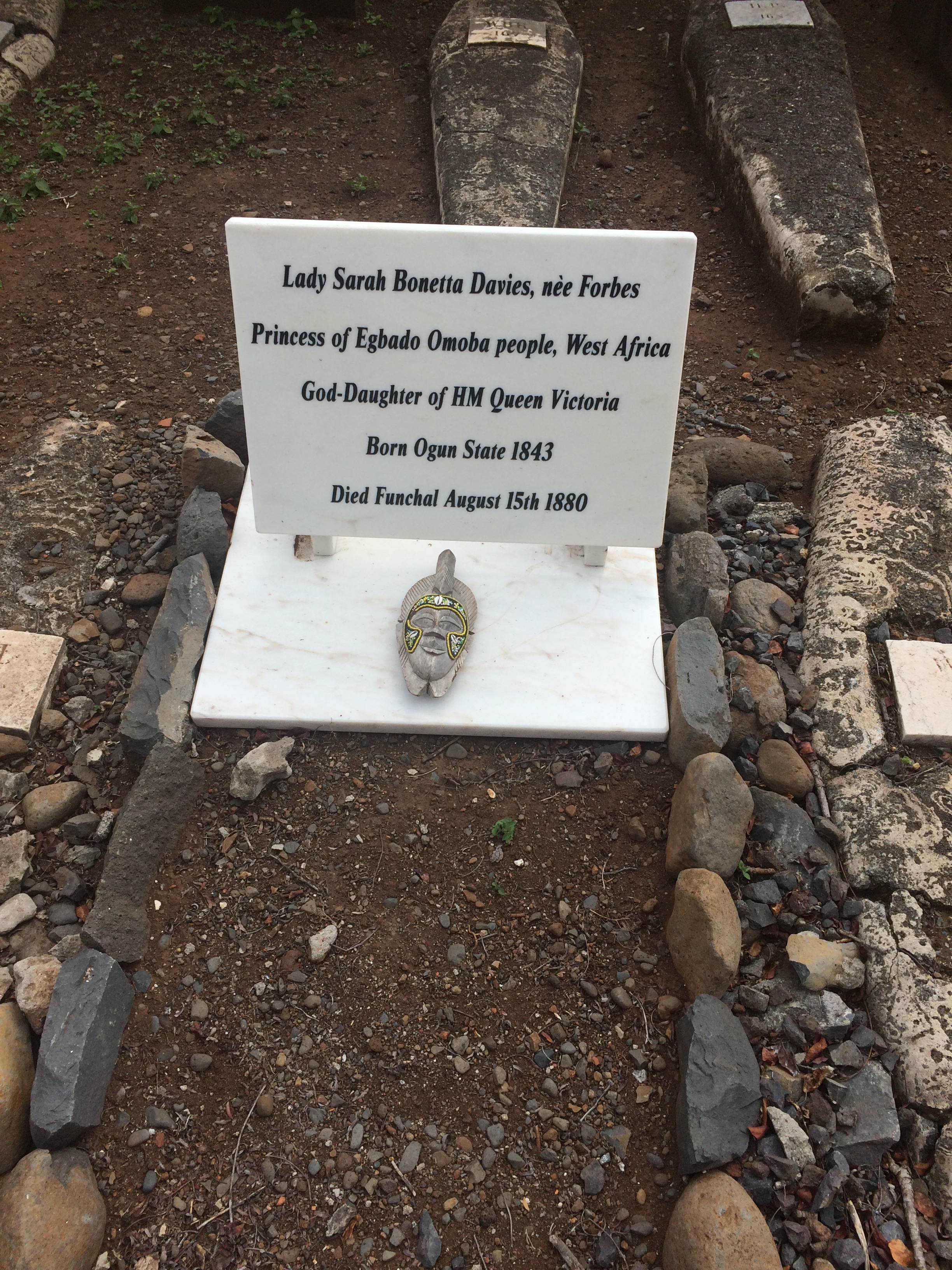
Grafsteen van Sarah Forbes Bonetta, Funchal (Madeira)

## Verder lezen
- Walter Dean Myers (1999). At Her Majesty's Request: An African Princess in Victorian England. Scholastic Press. ISBN 978-0590486699.